# Leucanopsis mancina
Leucanopsis mancina är en fjärilsart som beskrevs av William Schaus 1920. Leucanopsis mancina ingår i släktet Leucanopsis och familjen björnspinnare. Inga underarter finns listade i Catalogue of Life.